# Come (album)
Come is het vijftiende muziekalbum van de Amerikaanse popartiest Prince, uitgebracht in 1994.

## Algemeen
Het is het eerste album na de publieke discussie tussen Prince en Warner Bros. Het album ontving in het algemeen weinig lovende reacties van fans en was zelfs in feite door Prince gesaboteerd door het album te ridiculiseren door het te bestempelen als "oud materiaal". Dit was niet geheel waar, omdat een groot deel van het materiaal in dezelfde tijd of kort voor de opnamen van de meeste nummers van het groots gepromote album The Gold Experience geschreven was, waardoor Come meer als een outtake-album van The Gold Experience beschouwd kan worden. Een uitzondering is het nummer Letitgo dat nieuwer was en dat speciaal voor het album was geschreven.
Prince hield "beter materiaal" achter voor latere albums, waardoor het album in zijn geheel een donkere toon kreeg. Zelfs misschien een donkerder toon dan het afgeblazen Black Album. Ondanks Princes pogingen om het album te saboteren, deed Come het commercieel gezien aardig. Het album werd platina.
Interessant is dat het titelnummer van Come al live was voorgedragen voordat het album verscheen. De live- en studioversies verschillen erg van elkaar. In de studioversie zijn de luide drums uit het origineel verwijderd, waardoor een zachte, maar krachtige ambiance ontstaat.

## Nummers
| 01. | Come      | 11:14 |
| 02. | Space     | 4:28  |
| 03. | Pheromone | 5:08  |
| 04. | Loose!    | 3:27  |
| 05. | Papa      | 2:49  |
| 06. | Race      | 4:48  |
| 07. | Dark      | 6:10  |
| 08. | Solo      | 3:49  |
| 09. | Letitgo   | 5:33  |
| 10. | Orgasm    | 1:39  |

## Singles
Er werden twee singles van het album uitgebracht: Letitgo (1994) en Space (1994).
Op de cd-single van Letitgo staat het instrumentale Alexa de Paris, de originele B-kant van de single Mountains uit 1986. Dit nummer stond niet op de The B-Sides en werd op deze manier dus alsnog op cd uitgebracht.
Van beide singles werd er tevens een uitgebreide remixsingle op cd uitgebracht.
Alleen Letitgo werd, ondanks de minimale promotie, een kleine hit (in Nederland op nr. 18, in de VS op nr. 31). Dit was waarschijnlijk onder invloed van de eerder dat jaar onder de naam O(+> uitgebrachte nummer één-hit The Most Beautiful Girl in the World.

## Bijzonderheden
- De meeste nummers op het album (met uitzondering van Papa, Solo en Letitgo) waren samengebracht voor het ballet Glam Slam Ulysses uit 1993.
- Alle titels van het album bestaan uit één woord.
- Op de albumhoes staat "Prince: 1958–1993", wat refereert aan de "dood" van Prince en de "geboorte" van TAFKAP.
- Het gekreun in het nummer Orgasm is van Vanity, opgenomen in 1983 voor het niet uitgebrachte nummer Vibrator. In de credits valt het volgende te lezen bij Vanity's naam: partner on ORGASM: she knows ("partner bij ORGASM: ze weet het").
- Een eerdere lijst van de nummers bevatte niet het titelnummer, maar bevatte wel drie later uitgebrachte nummers: Endorphinemachine (op The Gold Experience), Strays of the World en Interactive (beide op Crystal Ball). Deze drie nummers maakten ook deel uit van de Glam Slam Ulysses.